# 베커넘

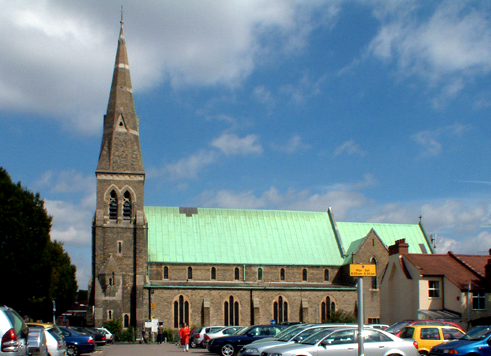

베커넘(Beckenham)은 잉글랜드 그레이터런던의 브롬리구에 있는 마을이다. 1965년 이전에는 켄트주의 일부였다. 엘머스 엔드와 에덴 파크 (런던) 북쪽, 펜지 동쪽, 로어 시드넘과 벨링햄 (런던) 남쪽, 브롬리와 쇼틀랜즈 서쪽에 위치하고 있으며, 채링크로스에서 남동쪽으로 8.4 마일 (13.5 km) 떨어져 있다. 2011년 영국 인구 조사 당시 인구는 46,844명이었다.
베커넘은 1857년 철도가 들어오기 전까지는 시골의 사유 공원 부지가 대부분을 차지하는 작은 마을이었다. 존 바웰 케이터와 그의 가족은 1850년에서 1900년 사이에 빌라 건설을 위한 토지 임대 및 판매를 시작했고, 이는 인구를 2,000명에서 26,000명으로 급증시켰다. 주택 및 인구 증가는 1900년 이후로 더딘 속도로 계속되었다.
베커넘은 주로 하이 스트리트가 있는 곡선형 도로망 주변에 상업 및 산업 지역을 가지고 있으며, 3개의 주요 철도역(우체국 관할 구역 내에 9개 역)과 서쪽 외곽에 2개의 트램링크 역을 통해 교통이 편리하다. 면적으로 런던에서 가장 큰 자치구인 브롬리의 나머지 지역과 마찬가지로, 베커넘에는 스포츠 경기장, 낚시 연못, 공원이 혼합된 여러 레크리에이션 부지가 있다.

## 어원
'베커넘'이라는 지명은 862년 색슨족 헌장인 Biohhahema mearc에서 처음 확인된다.
이 정착지는 1086년 둠스데이 북에는 Bacheham으로, 텍스투스 로펜시스에는 Becceham으로 언급된다. 이 이름은 베오카의 농가(Beohha + ham in 고대 영어)에서 유래했다고 생각된다. 이곳의 작은 시내인 벡강의 이름은 마을의 이름을 따서 지어졌을 가능성이 높다.

## 역사

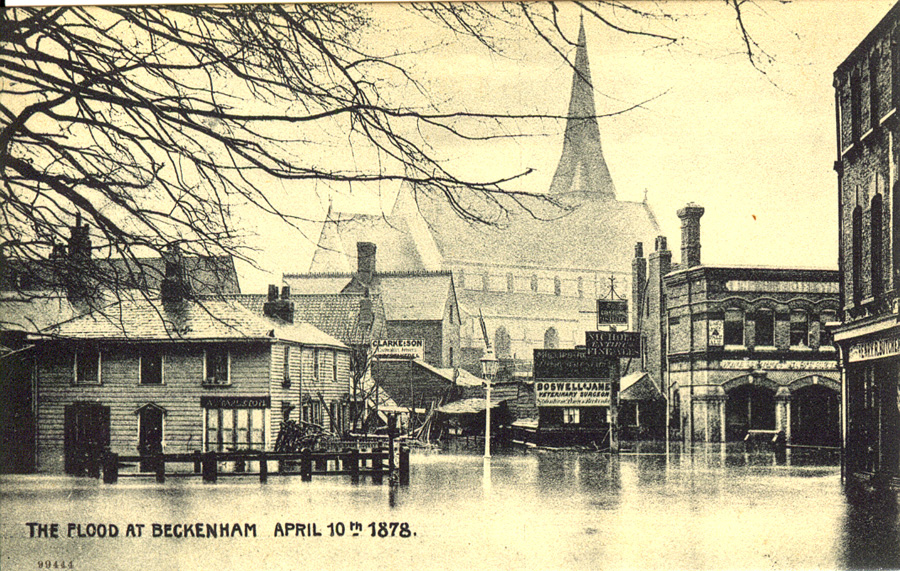
1878년 홍수가 발생한 베커넘 시가지.

초기 문헌에서는 이 지역에 대해 거의 알려주지 않지만, 1086년 둠스데이 북의 기록과 법원 기록, 벌금 목록 및 기타 역사적 문서에 여러 기록이 있다. 토마스 필리포트는 1659년 그의 아버지 존 필리포트의 연구를 바탕으로 자신의 빌라레 칸티아눔에 이를 기록했다. 해스티드는 1778년 자신의 켄트 역사 및 지형에서 필리포트의 자료를 바탕으로 이에 대해 썼다. 라이슨스와 아일랜드 등 다른 이들은 베커넘 장원, 폭스그로브 장원, 켈시 및 랭글리 영지와 켄트 하우스 농장을 계속해서 기록했다. 몇몇 다른 지역 역사가들은 베커넘의 최근 사건과 발전을 바탕으로 기록을 업데이트했다. 역사를 재검토하고 역사적 문서 증거를 수집한 결과, 로켈, 브륀, 바돌프, 랭글리, 스타일, 켈슐, 브로그레이브, 레이몬드, 리, 버렐, 케이터 가문과 켐프살, 킹, 배트 등의 여러 자영농 소유주를 통해 장원과 영지가 어떻게 주인이 바뀌었는지를 보여주는 더 자세한 초기 역사가 드러났다. 근처 홀우드 공원에서 석기 시대와 청동기 시대 유물이 발견된 고고학적 증거는 초기 정착민들의 일부 증거를 보여준다. 이곳에는 고대 로마 군영이 있었고, 브리튼의 로마 도로인 런던-루이스 로마 도로가 이 지역을 통과했다.
노르만인들이 도착했을 때 베커넘 장원은 현대 베커넘의 대부분을 포함하고 있었고, 다른 지역은 폭스그로브 장원, 켈시, 랭글리의 영지에 속해 있었다. 정복왕 윌리엄의 이복형제인 오도 주교는 켄트 전체의 영주였지만, 베커넘 장원은 로체스터의 안스킬에게 소유되거나 봉건적으로 수여되었다. 장원은 분할되었다가 결국 세인트 존 가문 아래 재통합되었으나, 프레데릭 세인트 존 3대 볼링브로크 자작이 1773년 장원 대부분을 존 케이터 주니어에게 팔았다. 장원 저택과 그 부지는 1757년 피터 버렐, 제1대 그위더 남작과 교환되었다.
베커넘은 19세기까지 작은 마을로 남아 있었다. 성장은 1825년 존 바웰 케이터와 그위더 경의 영지가 개발되기 시작하면서 시작되었다.:411 1760년에 존 케이터 주니어는 베커넘 플레이스를 건설했고, 1773년 프레데릭 세인트 존 볼링브로크 자작으로부터 베커넘 장원을 매입한 후 장원 영주가 되었다. 1806년 케이터가 사망한 후, 그의 조카 존 바웰 케이터의 상속인들은 런던에 비교적 가까운 이 지역이 개발에 적합하다는 것을 깨달았고, 특히 1857년 철도가 들어선 후 새로운 역 주변에 대규모 빌라들이 건설되기 시작했다. 넓은 도로와 큰 정원은 이러한 부동산의 특징이었으며, 종종 케이터 가문으로부터 토지를 취득한 개발업자들이 건설했다. 그위더 경은 1820년에 사망했고 그의 영지는 분할, 매각, 개발되었다.
폭스그로브 장원은 몇 세대 동안 리 가문의 소유였으나 1716년경 랜슬롯 톨슨이 매입했다. 그의 상속인들이 이를 분할하여 일부는 존 케이터와 존스 레이몬드가 취득했다. 레이몬드의 부분은 버렐 가문에게 넘어갔고, 1793년의 토지 교환으로 장원의 북쪽 부분은 존 케이터의 소유가 되었고, 남쪽 부분은 버렐 가문의 랭글리 및 켈시 영지에 흡수되었다. 현재 베커넘 플레이스 공원은 거의 전적으로 폭스그로브 장원의 일부이다. 현재는 1990년대 경계 변경 이후 루이셤구의 일부이다.
켈시 영지는 1479년에 기록된 장원 영지인 켈시스(Kelsies)의 이름을 따서 명명되었다. 이 영지는 1408년에 윌리엄 켈슐에게 수여되었다. 초대 피터 버렐은 1688년에 켈시를 매입했고, 그 부지에는 존 브로그레이브가 소유했던 집이 있었다. 18세기 중반에는 켈시 공원 호수가 내려다보이는 저택이 건설되었다. 이 저택은 나중에 1835년경에 이전 건물을 대체하기 위해 재건, 확장 또는 변경되었지만, 1921년에 철거되었고 그 부지는 켈시 공원이 되었다. 유일하게 남아있는 건물은 입구에 있는 두 개의 200년 이상 된 2등급 지정 보호 건축물인 로지 코티지이다.
1876년에는 베커넘 묘지가 개장했다(원래는 크리스탈 팰리스 구역 묘지). 이 묘지는 엘머스 엔드에 있는 마을 남쪽에 위치한다.

### 현대 베커넘

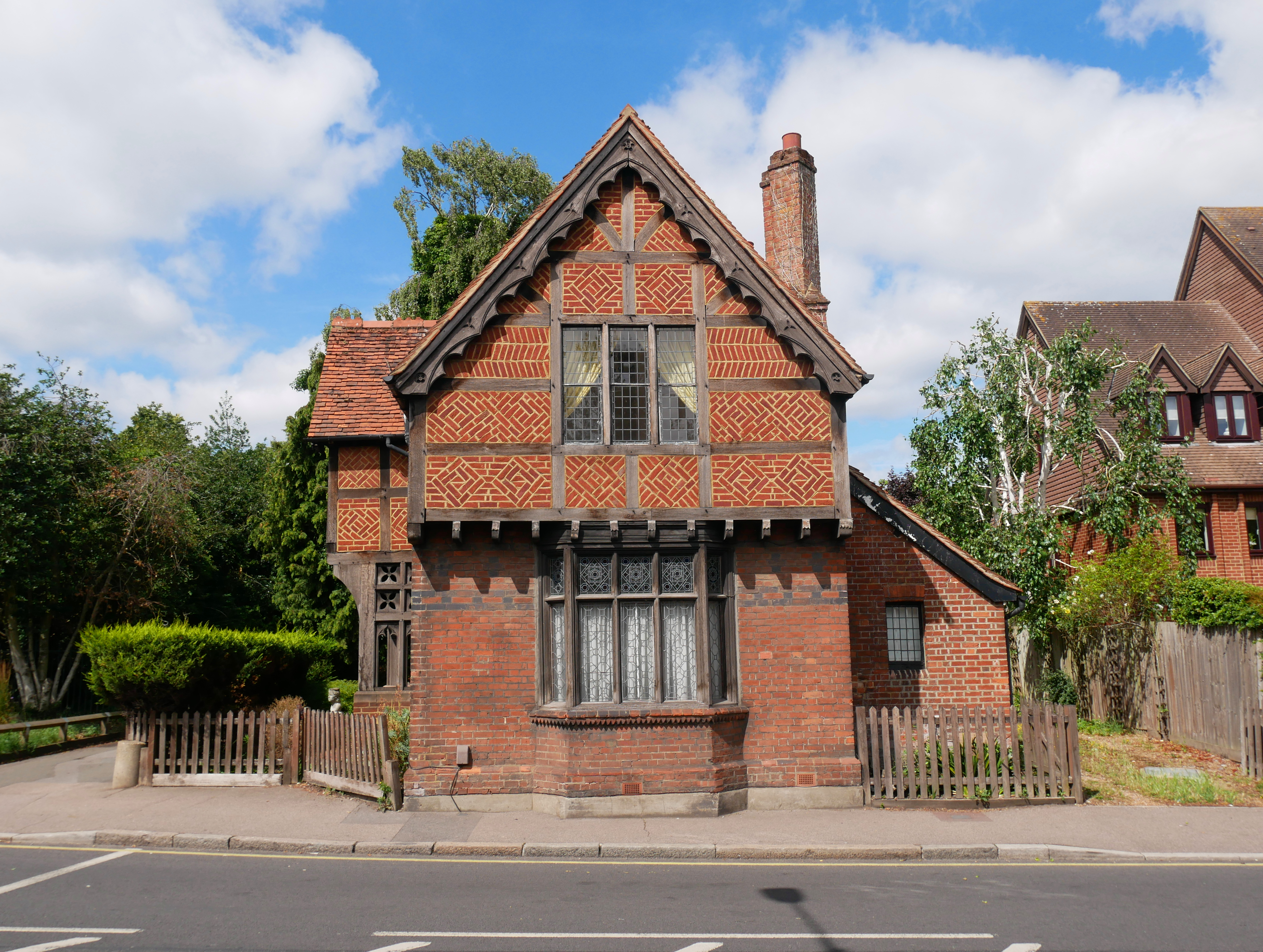
19세기 후반에 지어진 베커넘의 켈시 로지, 현재는 2급 지정 건축물이다.

오늘날 베커넘은 런던 외곽의 교외 지역이지만, 고유의 정체성을 유지하며 독자적인 도시를 형성하고 있다. 비보행자용 곡선형 하이 스트리트가 중심을 이룬다. 추가 상점들은 도심에서 브롬리 로드를 따라 동쪽으로, 크로이든 로드를 따라 남쪽으로, 그리고 시계탑 역 주변의 베커넘 로드를 따라 서쪽으로 이어진다. 이곳에 도서관이 있다. 북쪽에는 뉴 베커넘 지역이 있는데, 본질적으로 베커넘의 주거 교외 지역이다.

## 행정

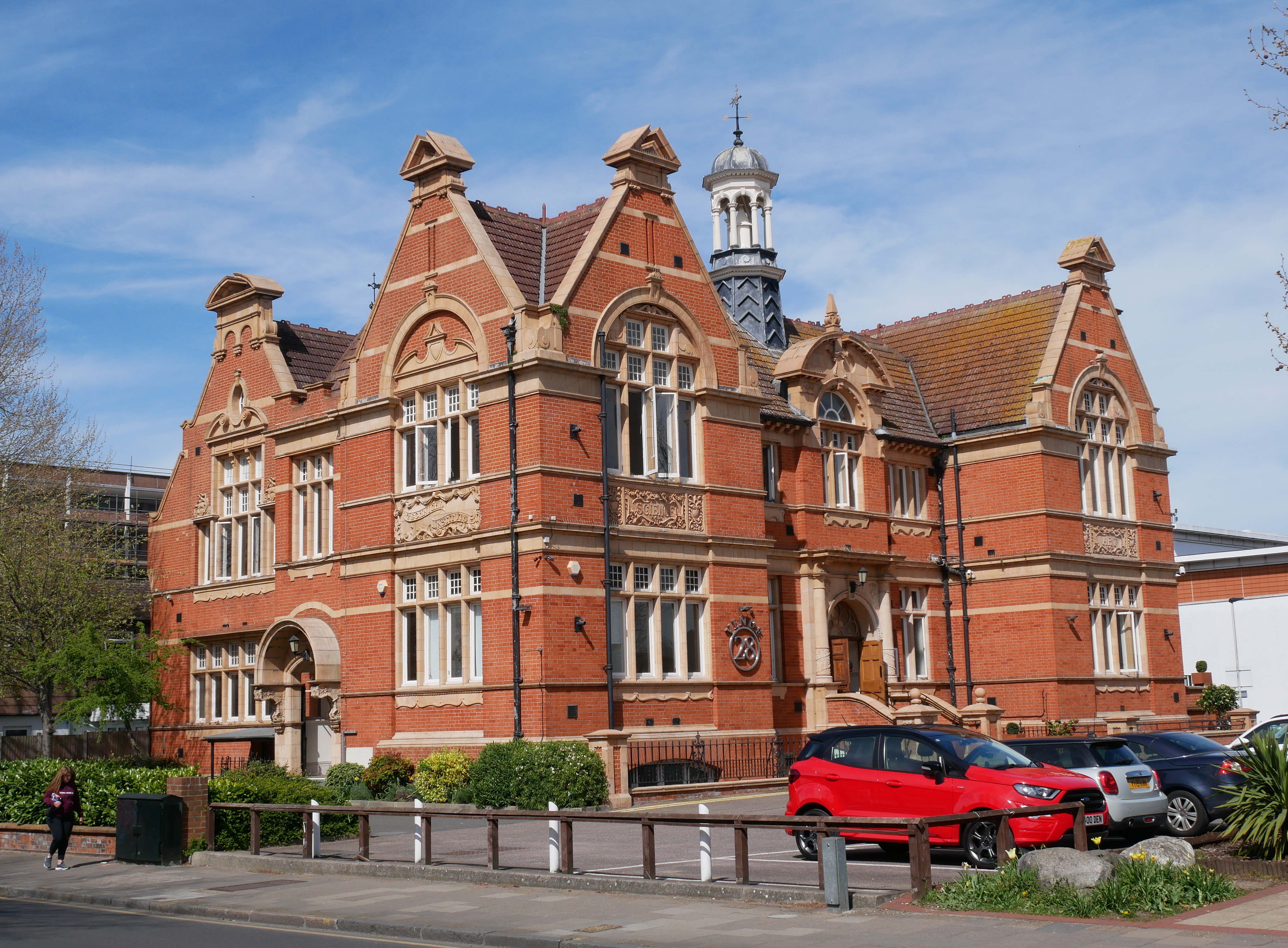
베커넘의 2급 지정 건물인 스튜디오

베커넘 자치구는 1935년에 설립되었다. 이는 1894년부터 존재했던 베커넘 도시 구의회로부터 권한을 이양받았으며, 이전에는 브롬리 지방 의회의 일부였던 헤이즈 (켄트주)와 웨스트 위컴의 일부를 포함했다. 새로운 자치구 지위는 50년도 채 안 되는 기간 동안 베커넘이 성장했음을 반영한다.
1965년 이전에는 베커넘이 켄트 주의 행정 구역에 속해 있었다. 1965년, 그레이터런던 의회의 창설의 일환으로 자치구 의회는 해체되었고, 베커넘은 새로 구성된 브롬리구의 통제 아래 놓였다. 의원들은 베커넘 자치구의 다양한 지역을 대표한다. 베커넘 시가지 관리 위원회는 마을의 사업 이익을 조정한다.

## 지리

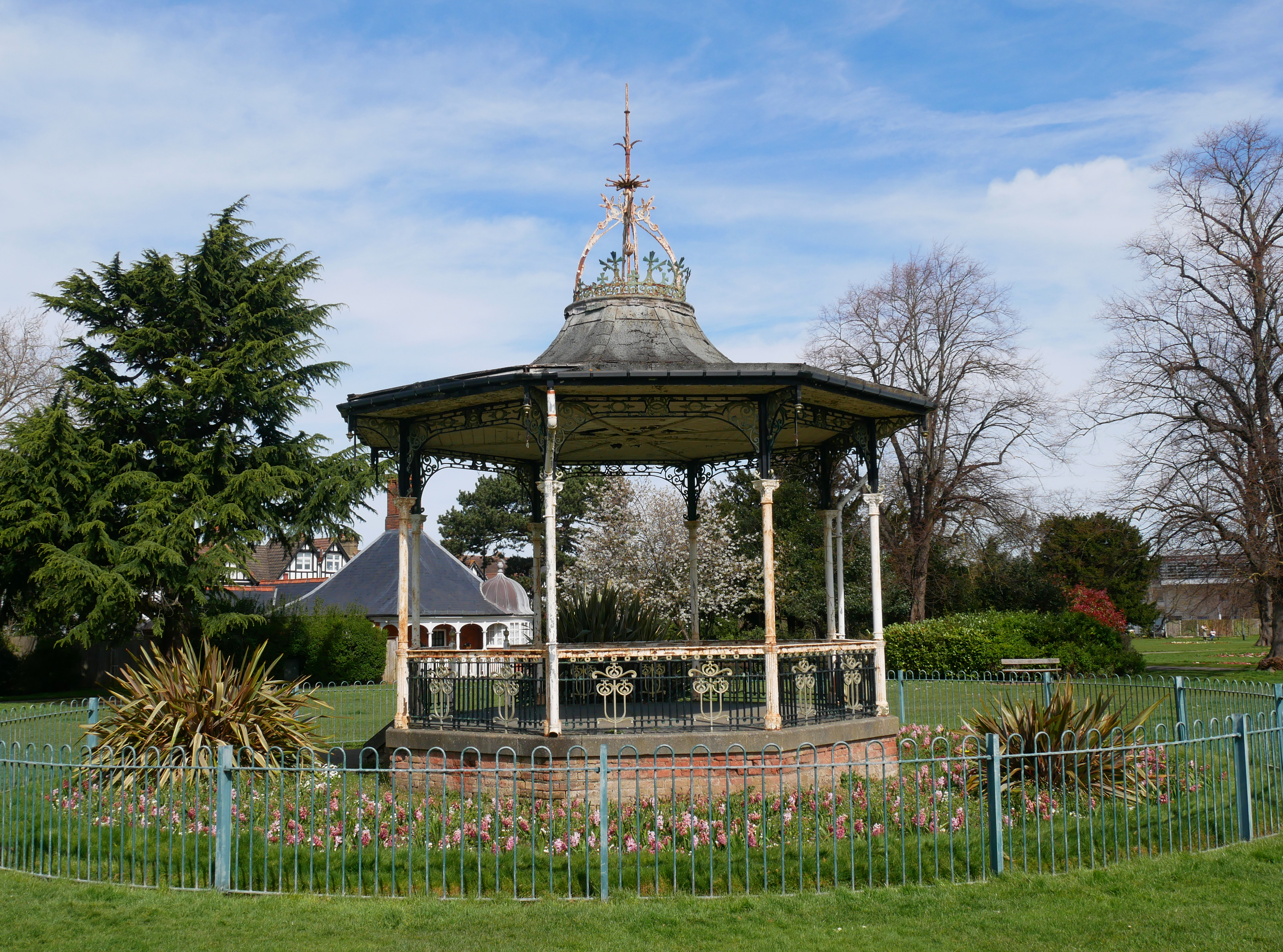
크로이든 로드 레크리에이션 그라운드에 있는 "보위 밴드스탠드". 음악가 데이비드 보위의 초기 공개 공연 중 하나가 열린 곳이며, 현재는 2급 지정 건축물이다.

베커넘은 브롬리 서쪽으로 1.7 마일 (2.7 km), 크로이든 북동쪽으로 3.8 마일 (6.1 km) 떨어져 있다.
베커넘의 원래 마을은 베커넘, 폭스그로브, 켈시, 랭글리, 켄트 하우스 농장의 장원 영지들에 둘러싸인 개발 클러스터였으며, 이들 영지에는 저택, 홀, 공원들이 있었다.
교구 경계는 시간이 지남에 따라 변했지만, 크리스털 팰리스 공원에서 브롬리와 루이셤, 웨스트 위컴까지 확장되었다.
레이븐스본강은 마을 동쪽에서 북쪽으로 흘러 템스강과 합류하며 브롬리와의 동쪽 경계를 이룬다. 작은 시내인 벡강(때로는 호크스브룩강이라고도 불림)은 마을을 통과하여 더 북쪽의 캣포드 근처에서 풀강을 통해 레이븐스본강과 합류한다.
이 지역은 런던 점토의 노두의 일부로, 개발 기간 동안 여러 벽돌 공장의 기반이 되었으며, 하위치 지층의 지역과 많은 작은 언덕들로 구성되어 있다. 여러 자갈 채굴장에서 현재 하위치 지층에 포함된 블랙히스 지층의 일부를 추출했다.

## 경제

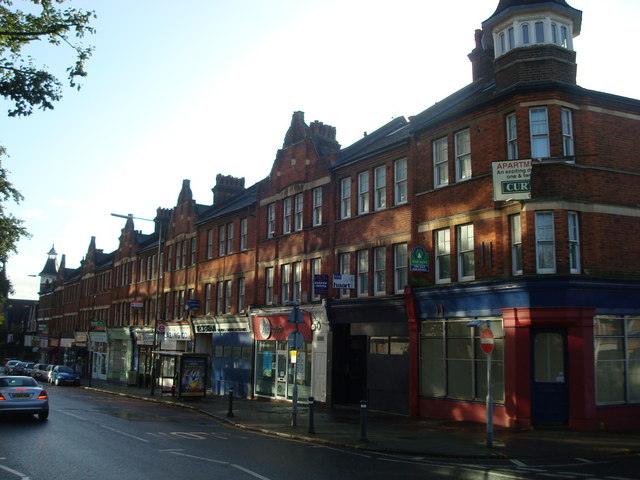
베커넘 로드를 따라 있는 빅토리아 시대 상업 건물들

베커넘에는 영국 상장 기업의 절반 이상에 주식 등록 서비스를 제공하는 카피타 등록 서비스 본부가 있었지만, 현재는 베커넘에서 이전했다. 영국 최대의 독립 음악 유통업체인 프로퍼 레코드는 원래 베커넘에 본사를 두었으나 2017년에 서리 퀘이즈로 이전했다.

## 교통

### 철도
베커넘 시내 중심부에는 베커넘 정션역이 있으며, 그 주변 지역에는 클록 하우스역, 뉴 베커넘역, 레이븐스본역, 베커넘 힐역, 켄트 하우스역 등의 역들이 있다.
베커넘 정션과 켄트 하우스는 15분마다 런던 시내행 열차를 운행하며, 브릭스톤역까지 13분, 런던 빅토리아역까지 21분이 소요된다.

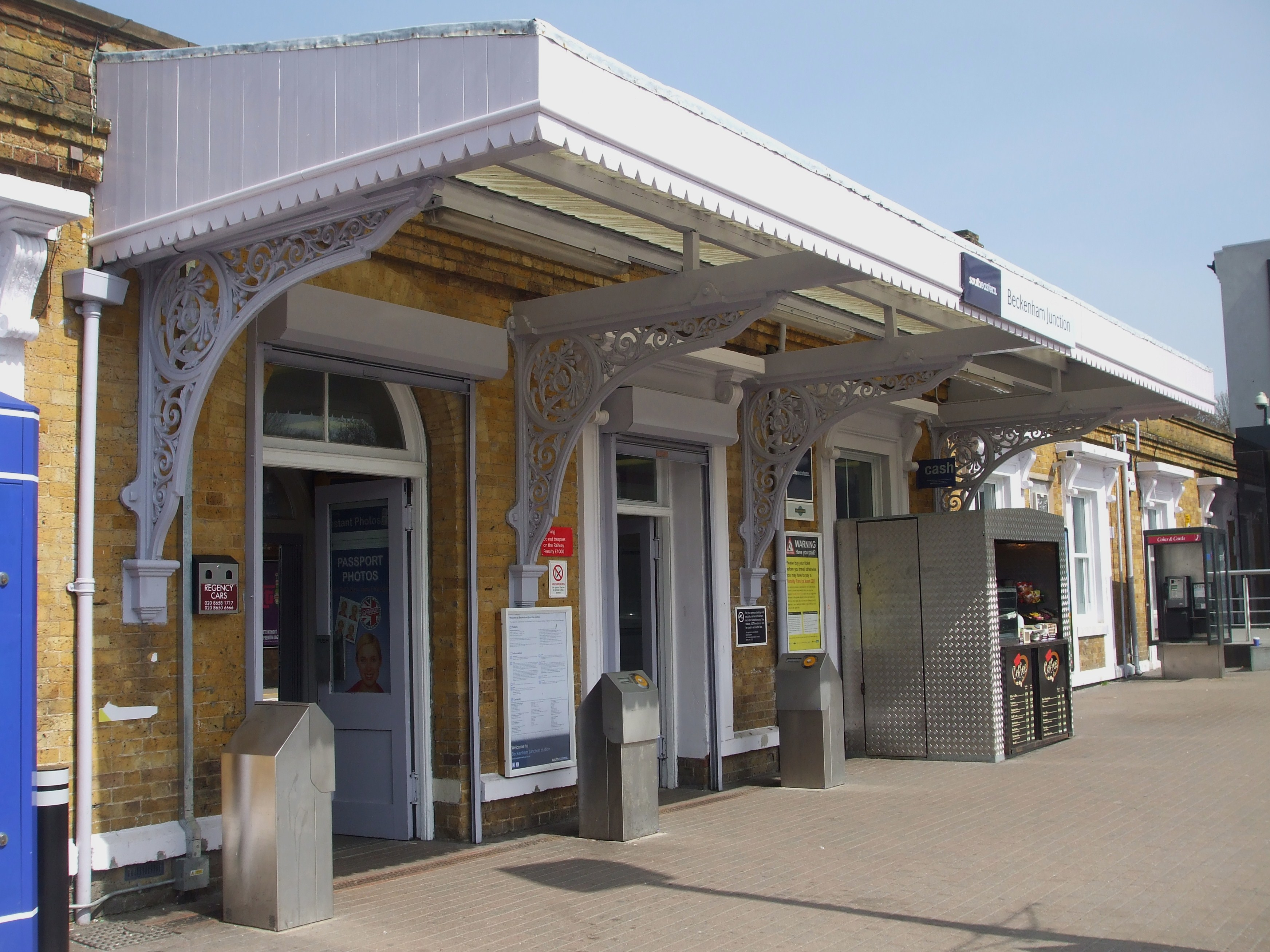
베커넘 정션역 주 출입구

베커넘 정션은 또한 30분마다 런던 브리지역행 열차를 운행하며 35분, 오르핑턴역행 열차를 15분마다 운행하며 브롬리 사우스역까지 7분, 오르핑턴까지 17분이 소요된다.
레이븐스본역과 베커넘 힐역은 30분마다 런던 시내와 시티로 직접 연결되는 서비스를 제공하며, 펙햄 라이역까지 12분, 엘리펀트 & 캐슬역까지 23분, 블랙프라이어스역까지 27분, 시티 템스링크역까지 29분, 파링던역까지 33분, 세인트판크라스역까지 37분이 소요된다.
뉴 베커넘과 클록 하우스는 채링크로스역 (철도역), 런던 브리지역, 워털루 이스트역, 런던 캐논 스트리트역 및 헤이즈역으로 가는 서비스를 제공한다.

### 트램
트램링크는 베커넘 정션과 베커넘 로드 트램 정류장에서 이스트 크로이든 트램 정류장을 거쳐 윔블던 트램 정류장까지 운행하는 서비스로 베커넘에 서비스를 제공한다.

### 버스
베커넘은 트랜스포트 포 런던의 여러 버스가 운행하여 브롬리, 캣포드, 치즐허스트, 크로이든, 크리스털 팰리스 (런던), 엘섬, 루이셤, 오르핑턴, 펜지, 웨스트 위컴, 울리치 등 다른 지역과 연결된다.

## 종교 시설

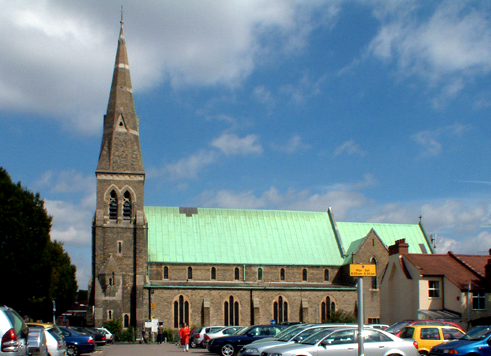
베커넘의 크라이스트 처치

이 마을에는 여러 예배소가 있다. 성 조지 교회는 주요 본당 교회이며, 베커넘 중심부에 위치한다. 이 교회는 19세기 말에 대대적으로 재건되었지만, 초기 건물은 1100년으로 거슬러 올라간다. 이 교회에는 13세기 릭 게이트가 있으며, 이는 잉글랜드에서 가장 오래된 것 중 하나로 여겨진다. 교회 옆의 구빈원은 1694년에 지어졌다. 이 마을에는 올 세인츠 교회, 홀리 트리니티 교회, 엘머스 엔드의 성 제임스 교회를 포함하여 세 개의 다른 잉글랜드 국교회 교회가 있다. 또한, 감리교회와 침례교회가 있으며, 로마 가톨릭의 성 에드먼드 캔터베리 교회도 있다.
마을 교회는 다음과 같다:
세인트 조지 교회 (W. 깁스 바틀릿, 1885~1887), 오크힐 로드의 세인트 바나바스 (A. 스태닝 & H. 홀, 1878 또는 1884), 페어필드 로드의 그리스도 교회 (블라실 & 헤이워드, 1876), 빌리지 웨이의 세인트 에드먼드 가톨릭 교회 (J. 피한런 휴즈, 1937), 세인트 제임스 애비뉴의 세인트 제임스 (A.R. 스태닝, 1879~1898), 레이븐스크로프트 로드의 세인트 마이클 앤 올 엔젤스 (W. H. 홉데이 & F. H. 메이나드, 1955~1956), 브래클리 로드의 세인트 폴 (스미스 & 윌리엄스, 1872), 레너드 로드의 홀리 트리니티 (E.F. 클라크, 1878), 엘름 로드의 침례 교회 (애플턴 & E. W. 마운트포드, 1889), 크레센트 로드의 회중 교회 (J. W. & R. F. 보몬트, 1887~8), 감리교회 (제임스 웨어, 1887).
영화관 근처에는 1980년대 우편물 분류소가 있던 자리 근처에 크리스천 사이언스 독서실이 있었다. 현재 그 자리에는 렉토리 로드 18번지에 킹스웨이 교회가 들어서 있다. 우체국 터는 현재 시티게이트 교회가 차지하고 있다.

## 인구 통계
엄밀히 말해 오늘날의 현대적인 구로 번역된 역사적인 교구 지역으로 정의될 때, 베커넘은 4개의 구역을 포함하지만, 우편 도시로서 2011년 인구 조사 기준으로 82,000명 이상의 인구를 가지고 있다.
| 구                | 일반 거주자 | km2  |
| ----------------- | ----------- | ---- |
| 클록 하우스       | 15,560      | 2.27 |
| 코퍼스 코프       | 15,392      | 3.29 |
| 켈시 앤 에덴 파크 | 15,892      | 5.20 |
| 쇼트랜즈          | 9,824       | 2.46 |

## 문화 및 여가

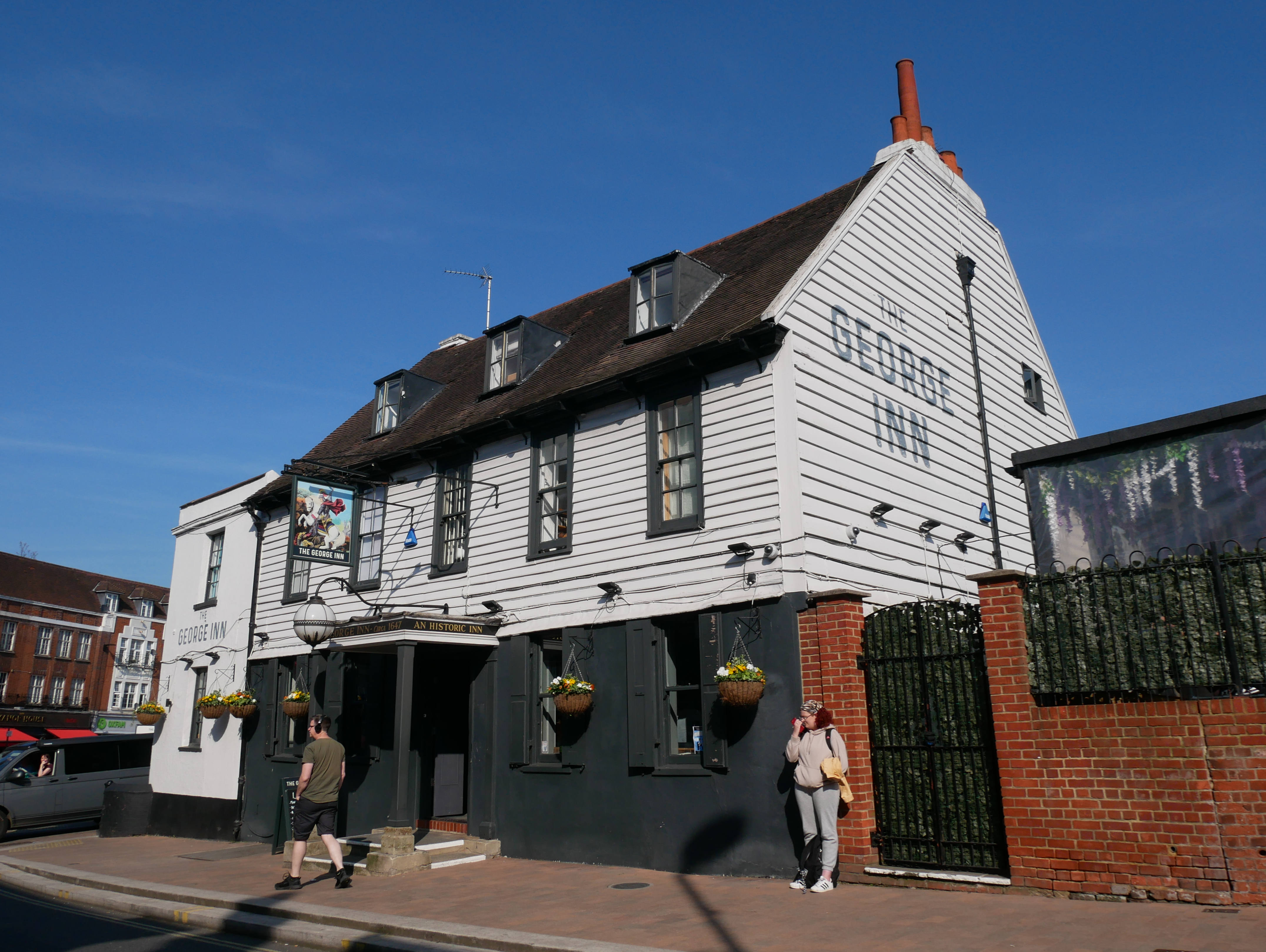
하이 스트리트에 있는 18세기 등재된 펍인 조지 인

대부분의 비슷한 규모의 도시와 마찬가지로, 베커넘에는 여러 여가 단체와 협회가 있다. 지역 오데온 영화관은 6개의 상영관을 갖추고 있으며 2등급 등재 건물이다. 베커넘 음악 및 무용 축제는 매년 11월에 열린다. 베커넘 극장은 아마추어 공연을 상연한다. 베커넘 콘서트 밴드는 지난 35년간 지역 및 국가 자선 단체를 위해 수천 파운드를 모금한 지역 사회 관악단이다. 아마추어 관악기 및 금관악기 연주자를 대상으로 하며 겨울철에는 지역에서, 여름철에는 런던 및 남동부 전역에서 공연한다.
사우스 이스트 런던 그린 체인, 장거리 보행로는 베커넘을 가로지른다. 케이토 공원과 베커넘 플레이스 공원은 모두 이 체인의 일부를 형성한다. 도시에는 크로이던 로드 레크리에이션 그라운드와 켈시 공원을 포함한 다른 개방 공간도 있다. 또한 케이토 공원에서 시작하여 하이 스트리트를 따라 켈시 공원을 거쳐 크로이던 로드 레크리에이션 그라운드를 지나 다시 케이토 공원으로 돌아오는 산책로도 있다. 시내 중심부의 베커넘 그린에서는 일년 내내 정기적인 시장과 활동이 열린다.

## 교육
베커넘의 주요 중등학교는 해리스 아카데미 베커넘 (구 켈시 파크 스포츠 칼리지), 해리스 아카데미 브롬리 (구 케이토 파크 스쿨), 랭글리 파크 남학교와 여학교 두 곳, 그리고 오리온 에덴 파크 (구 에덴 파크 고등학교)이다.
또한 독립 가톨릭 학교인 비숍 챌러너를 포함하여 많은 초등 교육 학교가 있다. 세인트 메리 가톨릭 초등학교, 마리안 비안 초등학교, 발고완 초등학교, 워슬리 브릿지 초등학교, 해리스 프라이머리 아카데미 베커넘 (구 브롬리 로드 유아학교), 클레어 하우스 초등학교, 처치필즈 초등학교가 있다.

## 건강
2009년 재개발 후 현재 베커넘 비콘이라고 불리는 베커넘 병원은 소규모 치료 센터이며, 외래 환자 서비스를 위한 파른보로의 프린세스 로열 병원의 외곽 시설이다. 일반의, 치과 및 기타 서비스가 제공된다.

## 스포츠

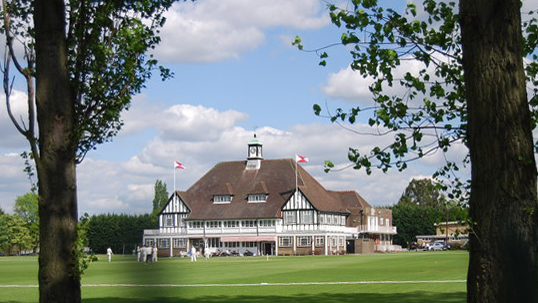
뉴 베케미안 하키 클럽의 홈 구장인 뉴 베커넘의 HSBC 스포츠 파빌리온

베커넘에는 에덴 파크 애비뉴를 홈으로 사용하는 논리그 축구 클럽인 베커넘 타운 FC와 랭글리 스포츠 클럽에서 경기를 하는 선데이 리그 팀인 베커넘 매너 FC가 있다.

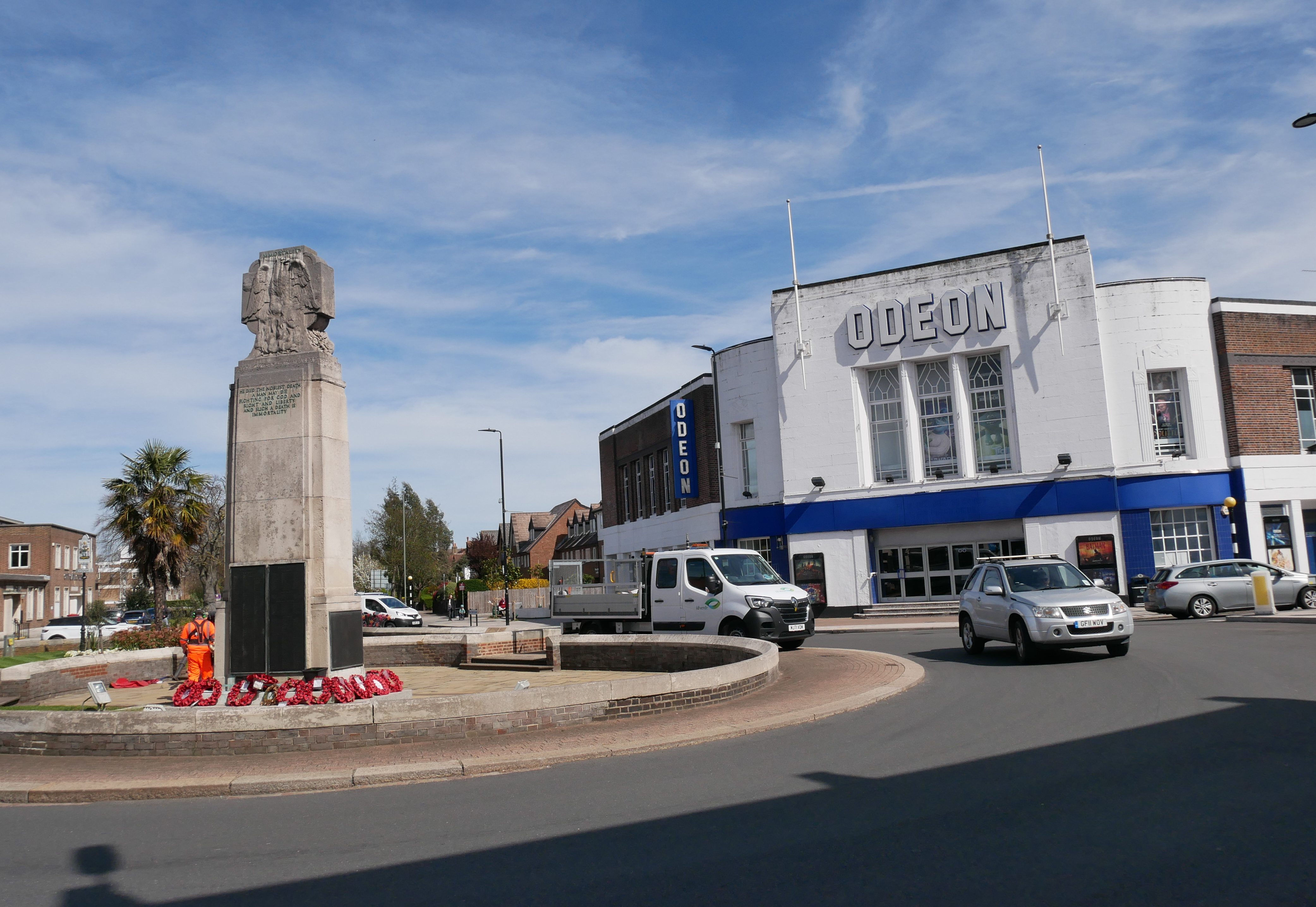
2등급 등재된 전쟁 기념관과 오데온 영화관

베커넘 크리켓 클럽은 이전 퍼스트 클래스 크리켓 경기장이었던 폭스그로브 로드에서 경기를 한다. 이곳은 잉글랜드 국가대표인 데릭 언더우드와 리처드 엘리슨을 배출했으며, 가장 최근에는 켄트 카운티 주장인 롭 키를 배출했다.
1886년부터 1996년까지 이 클럽은 국제 테니스 토너먼트인 켄트 챔피언십을 개최했는데, 이는 윔블던 선수권 대회를 앞두고 잔디 코트 시즌을 여는 역할을 했기 때문에 세계 최고 선수들이 많이 참가했다. 1968년 6월, 클럽은 스포츠가 아마추어와 프로 선수 모두에게 개방된 지 한 달 만에 세계 최초의 "오픈" 잔디 코트 토너먼트를 개최했으며, 호주 선수인 프레드 스톨과 마거릿 코트가 단식 우승을 차지했다.
베커넘 럭비 풋볼 클럽은 1894년에 창단된 럭비 유니언 클럽이다. 6개의 남자 시니어 팀과 성공적인 여자 팀을 운영하고 있으며, 남동부에서 가장 큰 유소년 섹션 중 하나를 보유하고 있다.
1933년에 창단된 럭비 유니언 클럽인 베케미안스 RFC는 웨스트 위컴 근처의 스패로우즈 덴에서 경쟁 럭비를 한다.
베커넘 크리켓 클럽은 브롬리 앤 베커넘 하키 클럽의 홈이기도 하다.
1893년에 설립된 베커넘 수영 클럽의 수영 선수들은 21세기에 국내 및 국제 대회에서 메달을 획득했다.
뉴 베케미안 하키 클럽은 뉴 베커넘 기차역 인접한 HSBC 스포츠 및 소셜 클럽에서 홈 경기를 한다. 현재 3개의 남자 및 3개의 여자 하키 팀을 보유하고 있으며 켄트 하키 리그에서 경쟁 경기를 한다.
프리미어리그 클럽 크리스털 팰리스의 훈련장은 코퍼스 코프 로드에 위치해 있다.

## 미디어
사이먼 브렛의 오랜 BBC 라디오 4 코미디 드라마인 노 커미트먼트 (1992-2007)에서 베커넘은 매우 속물적이고 사회적으로 야망이 있으며 불안정한 빅토리아 자매의 집이며, 이 도시는 종종 연관되어 조롱당한다.
베커넘은 하니프 쿠레이시의 소설 교외의 부처 (1990)의 주요 배경 중 하나이기도 하다.

## 저명한 출신
베커넘에서 태어나거나 거주했던 저명한 인물들이 많다. 정치 및 통치 분야에서는 식민지 행정관 조지 에덴, 초대 오클랜드 백작 (1784–1849), 정치인이자 외교관 윌리엄 에덴, 초대 오클랜드 남작 (1745–1814), 영국 해군 제독 피어시 브렛 경 (1709–1781), 로크스 드리프트의 컬러 서전트 프랭크 본 (베커넘 킹스 홀 로드 16번지에 거주했으며 베커넘 묘지에 묻혔다), 판사 윌프레드 그린, 초대 그린 남작 (1883–1952 – 폭스 그로브 로드 8번지 출생), 그리고 1870년대 의식주의 행위로 기소된 앵글로-가톨릭 성직자 토머스 펠럼 데일 신부가 있다. 전 영국 총리 존 메이저는 1974년부터 1978년까지 베커넘 웨스트 오크에 아내 노마와 함께 살았다.
작가로는 1897년부터 1903년까지 차핀치 로드 95번지에 살았던 에니드 블라이턴, 매켄지 로드 195번지에 살았던 월터 드 라 메어, 그리고 A.L. 바커 (1918–2002)가 있다.
연예인으로는 밥 몽크하우스 (1928–2003), 크롬웰 로드에 살았던 줄리 앤드루스, 매켄지 로드에서 자란 플로엘라 벤자민 (현재 베커넘의 벤자민 남작 부인), 모리스 데넘 (1909–2002), 사이먼 워드 (1941–2012)와 영화 제작자였던 베티 박스 (1915–1999)와 그녀의 오빠 시드니 (1907–1983)가 있다.
음악가 데이비드 보위 (1947–2016)는 1969년부터 1973년까지 사우스엔드 로드 42번지에 살았다. 이 지역 출신으로는 베커넘에서 학교를 다닌 롤링 스톤즈의 베이시스트 빌 와이먼, 베커넘에서 태어난 피터 프램프턴, 이 도시에서 태어났지만 인근 캣포드에서 자란 음악가 데이빗 실비언, 베커넘에서 태어난 스테이터스 쿠오의 키보디스트 앤디 보운과 이 도시 출신인 아트 오브 노이즈 밴드의 음악가 앤 더들리가 있다.
많은 스포츠인, 특히 크리켓 선수들이 있으며, 1885년부터 1890년까지 리얼 테니스 세계 챔피언이었던 톰 페티트 (1859–1956)도 있다.

## 갤러리

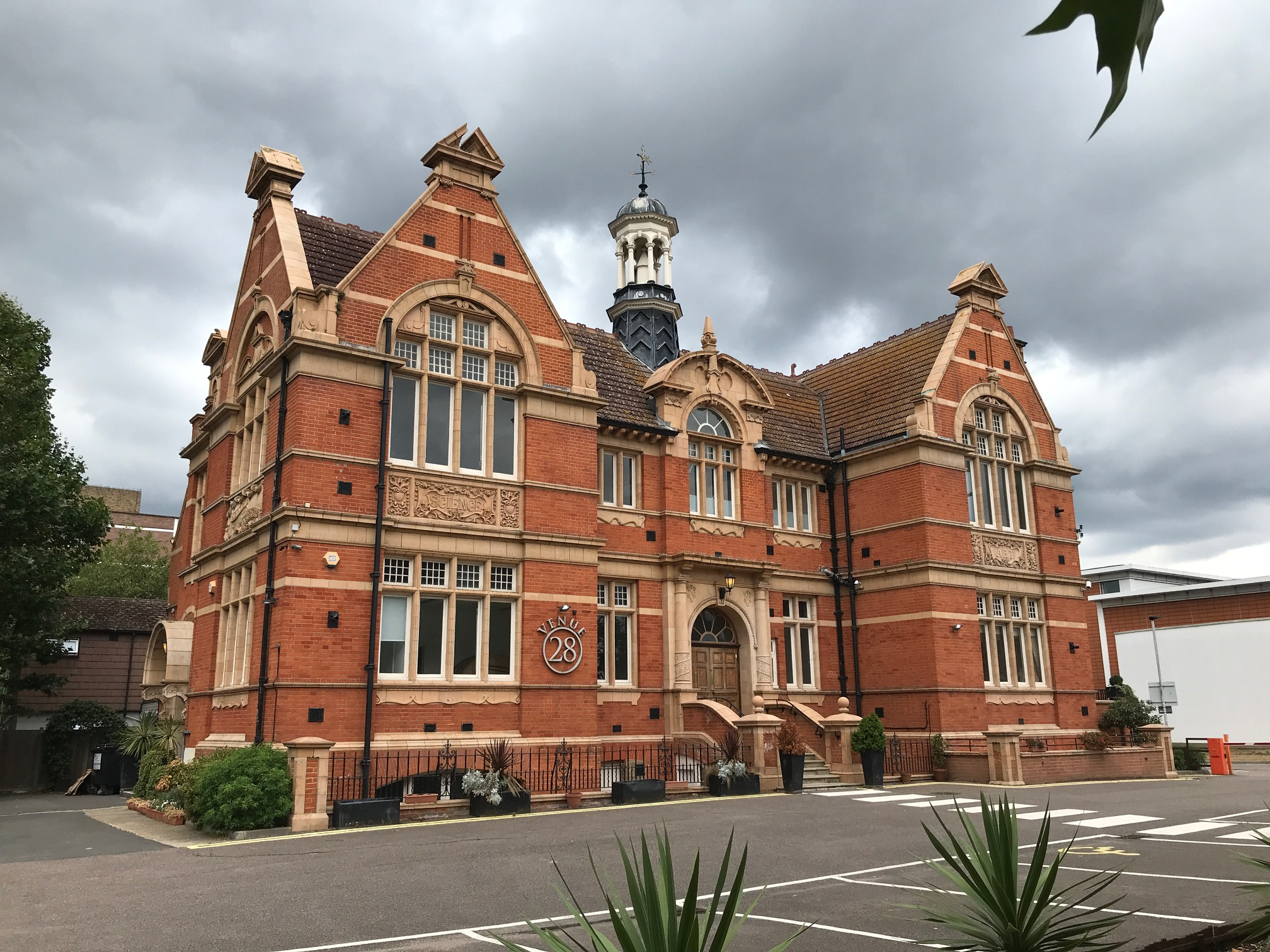
1898년에 지어졌으며 현재 2등급으로 등재된 옛 베커넘 기술 연구소
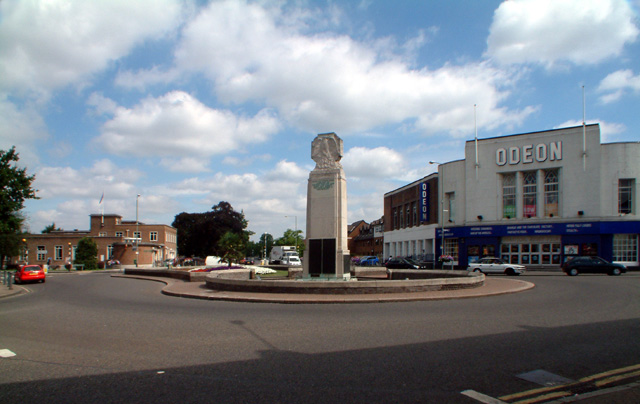
베커넘 전쟁 기념관,[67] 배경에 오데온 영화관이 있다
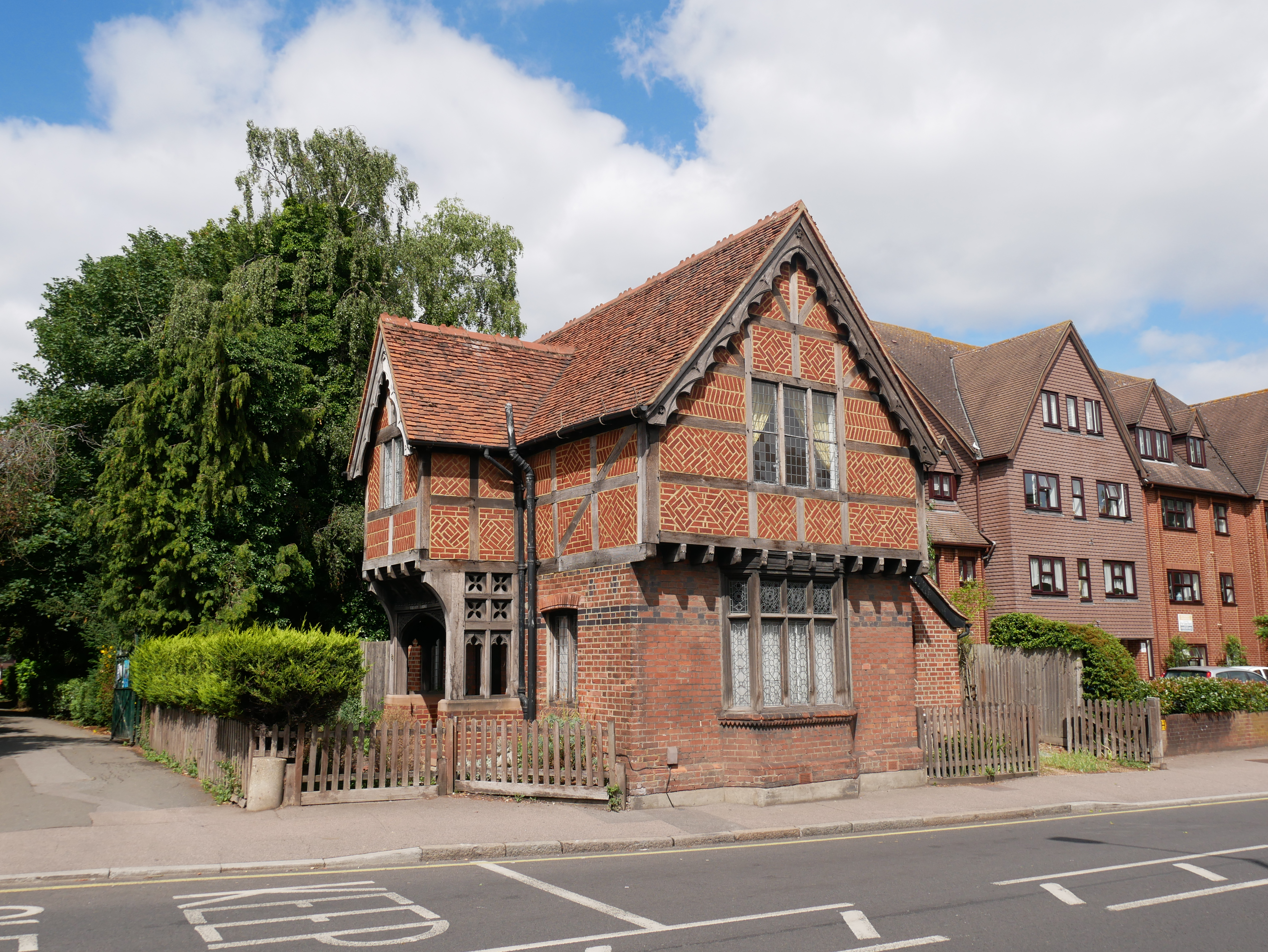
켈시 로지
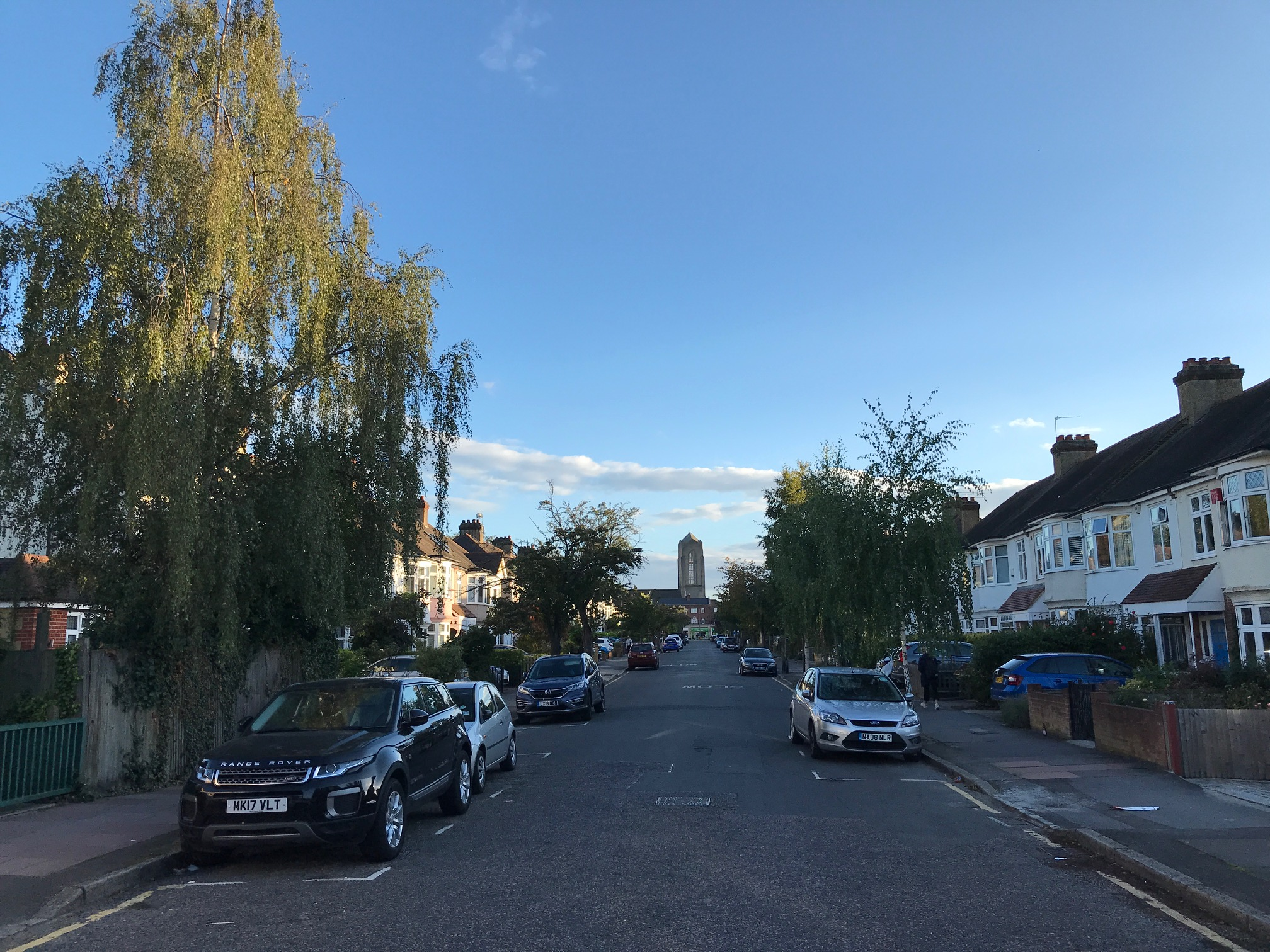
하이 스트리트에서 갈라져 나온 주거 거리인 더 드라이브, 멀리 세인트 에드먼드 가톨릭 교회가 보인다
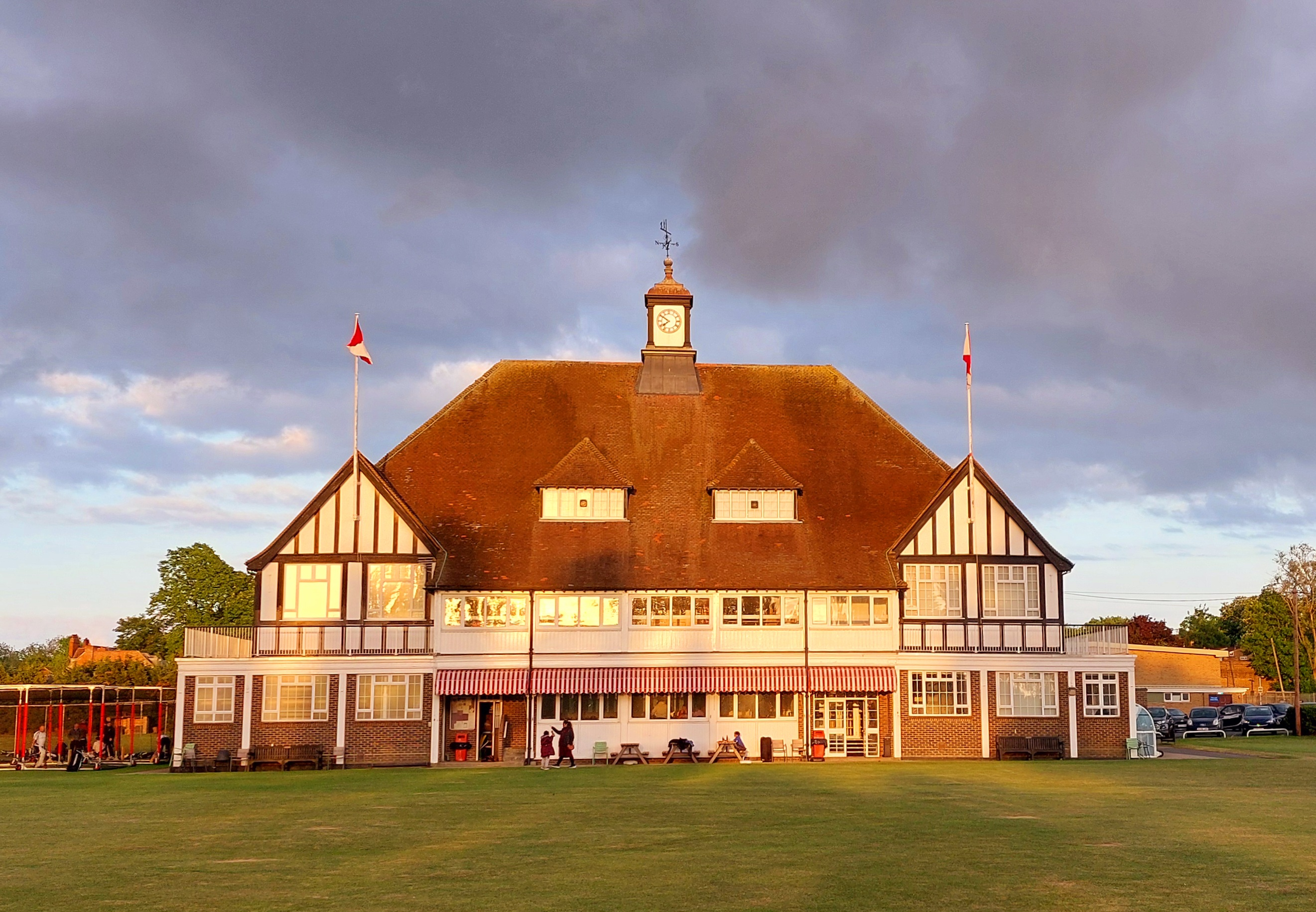
뉴 베커넘의 HSBC 스포츠 및 소셜 클럽 - 뉴 베커넘 하키 클럽의 홈